# Garfield's Halloween Adventure
Garfield's Halloween Adventure, ook bekend als Garfield in Disguise, is de vierde halfuur durende tv-special gebaseerd op de strip Garfield en de eerste feestdag special over Garfield. In tegenstelling tot de eerdere specials was deze special gebaseerd op een origineel verhaal in plaats van de bekende plots uit de strip. Ook dit keer waren Lorenzo Music en Lou Rawls van de partij.
De special kwam uit in 1985 en zette de reeks van gewonnen Emmy Awards voor beste animatieprogramma voort. De special is tegenwoordig verkrijgbaar op de Garfield: Holiday Celebrations dvd.

## Samenvatting
Het is Halloween en dat betekent dat het weer tijd is voor het bekende “Trick or Treating”: langs de deuren gaan om snoep op te halen. Garfield neemt Odie mee in de hoop zo twee keer zoveel snoep op te halen. Beide verkleden zich als piraten met een paar oude kostuums die ze op zolder vonden en mengen zich onopvallend tussen een groep kinderen. Al snel hebben ze de hele buurt gehad, maar Garfield wil meer. Hij ziet dat er meer huizen zijn aan de andere kant van de rivier dus varen hij en Odie in een roeiboot naar de overkant.
Ze raken de roeispanen echter kwijt en drijven de rivier af tot ze uiteindelijk stoppen in en kleine haven waar zich een spookhuis bevindt. Wanneer ze dit huis betreden komen ze een oude man tegen, die hun vertelt dat de geesten van een groep piraten naar het huis toe zullen komen om een schat die ze hier 100 jaar geleden hebben begraven op te halen. Voordat Garfield en Odie kunnen vluchten, gaat de man er in hun boot vandoor.
Al snel is het middernacht en verschijnen inderdaad de spookpiraten en ze vinden Garfield en Odie. De twee vluchten weg en duiken in de rivier. Garfield verdrinkt bijna, maar Odie sleept hem naar de kant waar ze hun boot aantreffen met hun snoep er nog in. Ze varen terug naar huis waar Garfield Odie toch een deel van de opbrengst geeft als dank.

## Stemacteurs
| Acteur             | Personage          |
| ------------------ | ------------------ |
| Lorenzo Music      | Garfield           |
| Thom Huge          | Jon Arbuckle/Binky |
| Gregg Berger       | Odie/omroeper      |
| C. Lindsay Workman | oude man           |
| Desirée Goyette    | vrouw              |

## Boek
De special verscheen later ook in boekvorm. In dit boek wordt vermeld dat de oude man zelf ook een geest is en dat hij er niet met hun boot vandoor ging, maar dat de boot door de stroming wegdreef. Het boek bevatte ook een extra scène waarin Garfield een ring steelt uit de schatkist. Als gevolg daarvan achtervolgen de spookpiraten hen tot aan huis waar Garfield de ring teruggeeft om van ze af te zijn.

## Liedjes inGarfield's Halloween Adventure
- "This is the Night" door Lou Rawls
- "What Should I Be?" door Lorenzo Music
- "Over the Raging Sea We Go (pirate song)" door Lorenzo Music
- "Scaredy Cat" door Lou Rawls en Desirée Goyette